# Parodiana; Revista de la Unidad Botanica CEFAPRIN
Parodiana; Revista de la Unidad Botánica CEFAPRIN (abreviado Parodiana) es una revista ilustrada con descripciones botánicas que es editada  en Argentina. Se publica desde el año 1981.